# 伊寧駅

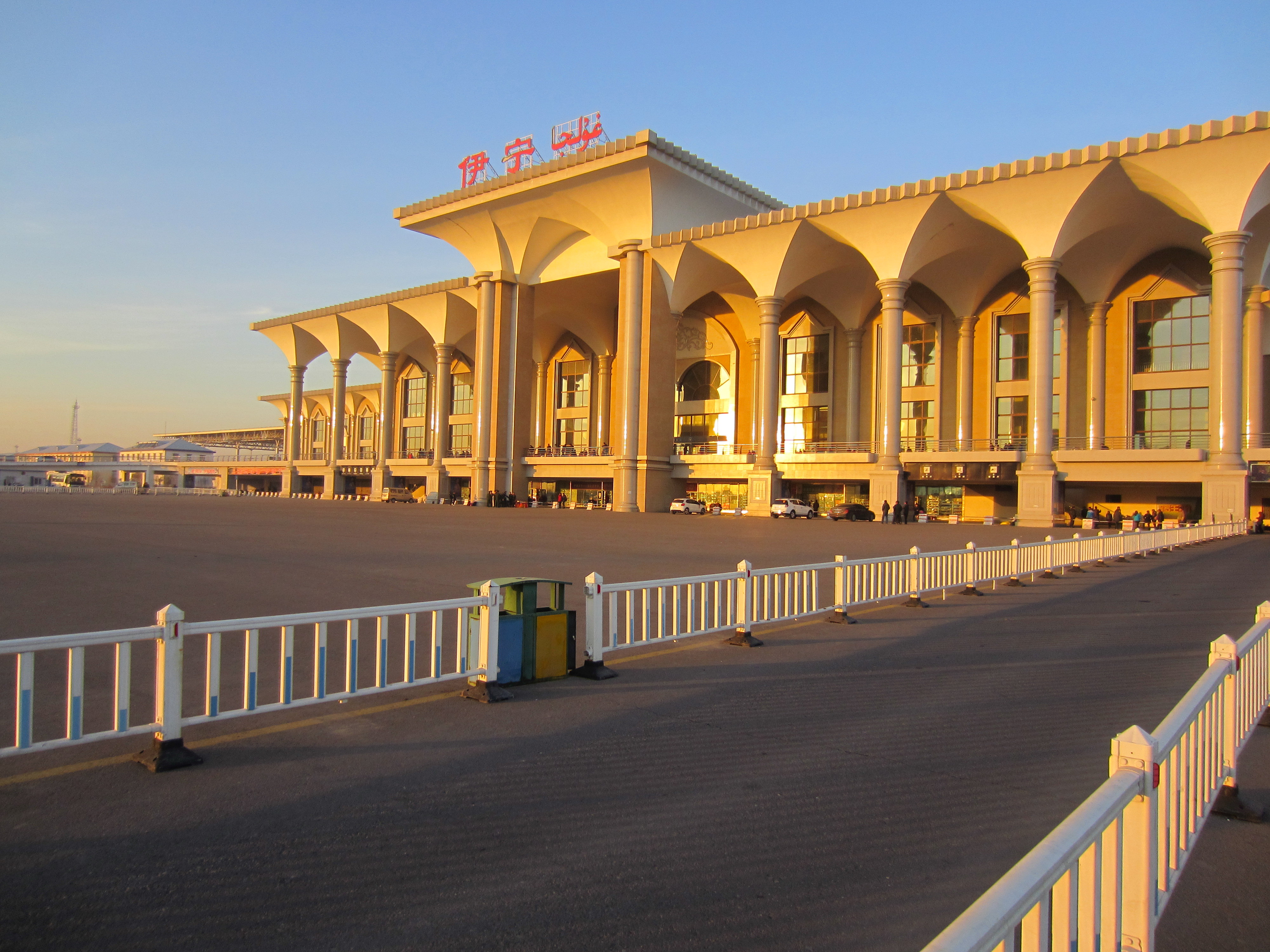
伊寧駅

伊寧駅（イーニンえき）は、 中華人民共和国新疆ウイグル自治区イリ・カザフ自治州グルジャ市にある、精伊霍線の駅である。2009年12月18日に開業し、2010年7月1日に旅客扱いを開始した。ウルムチ鉄道局の管轄である。

## 駅周辺
- 伊寧九城スキー場
- 新疆特産品卸売市場
- 新発地国際広場
- 衆金ホテル
- 海之星ホテル
- 新発地国際ホテル
- 蜜縁国際ホテル
- イリ・シルクロード博物館
- 伊寧海潤ホテル
- イリカザフ自治州港運営事務局

## 歴史
- 2009年12月18日　開通。[2]
- 2010年7月1日　旅客輸送を開始。[3][4]